# Hämeen Sanomat
Hämeen Sanomat est un journal du matin de Format tabloïd published à Hämeenlinna en Finlande. Il a été fondé en 1878.
Sa distribution s'élève à 27 722 exemplaires en 2011.